# Ocrisiona parmeliae
Ocrisiona parmeliae là một loài nhện trong họ Salticidae.
Loài này thuộc chi Ocrisiona. Ocrisiona parmeliae được Marek Żabka miêu tả năm 1990.